# Campeonato de España Open de Primavera de Natación
El Campeonato de España Open de Primavera de Natación es una competición deportiva de natación, de carácter nacional y organizada por la Real Federación Española de Natación (RFEN), en colaboración con los clubs o federaciones regionales donde se dispute el evento, desde el año 1999.
Este campeonato es el más moderno de los Campeonatos de España de natación organizados por la Real Federación Española de Natación, disputándose en marzo o abril, en piscina de 50 metros. Se ha organizado de forma ininterrumpida desde sus inicios, excepto en los años 2002 y 2020.
En los años 1999, 2000 y 2001, el Campeonato de España de Verano avanzó sus fechas tradicionales de verano hacia la primavera. En el año 2002 volvió a las fechas de verano, continuando este campeonato durante la época estival, y dando lugar al Campeonato de España Open de Primavera. Estos dos, y el Campeonato de España de Invierno, en piscina de 25 metros, son los tres campeonatos de España en categoría absoluta organizados actualmente por la Real Federación Española de Natación.
Este campeonato suele ser clasificatorio para los campeonatos internacionales como el Europeo, el Mundial y los Juegos Olímpicos.

## Ediciones
| Edición | Año  | Sede                                               | Fecha                                  | Organizador                            | Largo piscina                          |
| ------- | ---- | -------------------------------------------------- | -------------------------------------- | -------------------------------------- | -------------------------------------- |
| I       | 1999 | Cádiz (Complejo Ciudad de Cádiz)                   | 26-28 de marzo                         | Federación Gaditana                    | 50 metros                              |
| II      | 2000 | Madrid (Centro Mundial M-86)                       | 6-9 de abril                           | Federación Madrileña                   | 50 metros                              |
| III     | 2001 | Zaragoza (Stadium Casablanca)                      | 5-8 de abril                           | Club Stadium Casablanca                | 50 metros                              |
| IV      | 2003 | Madrid (Centro Mundial M-86)                       | 10-13 de abril                         | Federación Madrileña                   | 50 metros                              |
| V       | 2004 | Cádiz (Complejo Ciudad de Cádiz)                   | 4-7 de marzo                           | Federación Andaluza                    | 50 metros                              |
| VI      | 2005 | Cádiz (Complejo Ciudad de Cádiz)                   | 31 de marzo-3 de abril                 | Federación Andaluza                    | 50 metros                              |
| VII     | 2006 | Sabadell (Can Llong)                               | 2-5 de marzo                           | Club Natació Sabadell                  | 50 metros                              |
| VIII    | 2007 | Cádiz (Complejo Ciudad de Cádiz)                   | 12-15 de abril                         | Federación Andaluza                    | 50 metros                              |
| IX      | 2008 | Palma de Mallorca (Son Hugo)                       | 3-6 de abril                           | Federación Balear                      | 50 metros                              |
| X       | 2009 | Málaga (Centro Acuático)                           | 2-5 de abril                           | Ayuntamiento de Málaga                 | 50 metros                              |
| XI      | 2010 | Málaga (Centro Acuático)                           | 22-25 de abril                         | Federación Andaluza                    | 50 metros                              |
| XII     | 2011 | Madrid (Centro Mundial M-86)                       | 31 de marzo-3 de abril                 | Federación Madrileña                   | 50 metros                              |
| XIII    | 2012 | Málaga (Centro Acuático)                           | 29 de marzo-1 de abril                 | Federación Andaluza                    | 50 metros                              |
| XIV     | 2013 | Pontevedra (Rias do Sur)                           | 21-24 de marzo                         | Club Natación Galaico                  | 50 metros                              |
| XV      | 2014 | Palma de Mallorca (Son Hugo)                       | 10-13 de abril                         | Federación Balear                      | 50 metros                              |
| XVI     | 2015 | Málaga (Centro Acuático)                           | 28-31 de marzo                         | Federación Andaluza                    | 50 metros                              |
| XVII    | 2016 | Sabadell (Can Llong-Carles Ibars)                  | 19-22 de marzo                         | Club Natació Sabadell                  | 50 metros                              |
| XVIII   | 2017 | Pontevedra (Rias do Sur)                           | 8-11 de abril                          | Club Natación Galaico                  | 50 metros                              |
| XIX     | 2018 | Málaga (Centro Acuático)                           | 7-11 de abril                          | Federación Andaluza                    | 50 metros                              |
| XX      | 2019 | Sabadell (Can Llong-Carles Ibars)                  | 6-10 de abril                          | Club Natació Sabadell                  | 50 metros                              |
| XXI     | 2020 | Cancelado por la pandemia de COVID-19.             | Cancelado por la pandemia de COVID-19. | Cancelado por la pandemia de COVID-19. | Cancelado por la pandemia de COVID-19. |
| XXI     | 2021 | Sabadell (Can Llong-Carles Ibars)                  | 24-28 de marzo                         | Club Natació Sabadell                  | 50 metros                              |
| XXII    | 2022 | Torremolinos (Piscina Municipal Virgen del Carmen) | 9-13 de abril                          | Federación Andaluza                    | 50 metros                              |
| XXIII   | 2023 | Palma de Mallorca (Son Hugo)                       | 29 de marzo-2 de abril                 | Federación Balear                      | 50 metros                              |